# صادق علي
صادق علي (بالإنجليزية: Sadiq Ali)‏ هو سياسي هندي، ولد في 2 مايو 1952 في الهند، وتوفي في 18 أبريل 2011. حزبياً، نشط في مؤتمر جامو وكشمير الوطني. وقد انتخب Hassanabad ‏.